# Heth
或H̱et是原始迦南字母表中的第八个字母，后来分别演变为了腓尼基字母、叙利亚字母ܚ、希伯来字母‎、阿拉伯字母‎与提非纳字母。
腓尼基字母还发展出了希腊字母Η、伊特拉斯坎字母 𐌇、拉丁字母H与西里尔字母И。其中拉丁字母发辅音，而相应的希腊与西里尔字母则发元音。